# Kejsar Karl V vid Mühlberg
Kejsar Karl V vid Mühlberg eller Ryttarporträtt av Karl V är en oljemålning av den italienske renässanskonstnären Tizian. Den målades 1548 och är idag utställd på Pradomuseet i Madrid.
Det berömda ryttarporträttet visar Karl V (1500–1558) som fältherre i rustning och med en hållning som utstrålar självmedvetenhet och makt. Målningen hugfäster minnet av hans seger över de protestantiska furstarna i slaget vid Mühlberg den 24 april 1547 under Schmalkaldiska kriget. Vintern 1547/1548 sammankallade kejsaren de stridande parterna till riksdagen i Augsburg där han sökte bilägga religionskonflikten mellan katoliker och protestanter med Augsburgska interim. Tizian fanns med i Karl V:s hovfölje i Augsburg och här skapades målningen. Syftet var att visa Karl V som en segrare och fredsfurste i en politisk konflikt snarare än religiös; därför saknas alla referenser till katolsk överhöghet.  
Tizian fick stor betydelse for porträttmåleriets utveckling under 1500-talet, och han blev en eftertraktad porträttmålare vid flera europeiska hov. Han avbildade ofta i trekvarts- eller helfigur istället för bara en bröstbild. Tizian målade flera berömda porträtt av Karl V, men även dennes son Filip II (också utställd på Pradomuseet) samt Frans I av Frankrike och påve Paulus III.

## Relaterade målningar

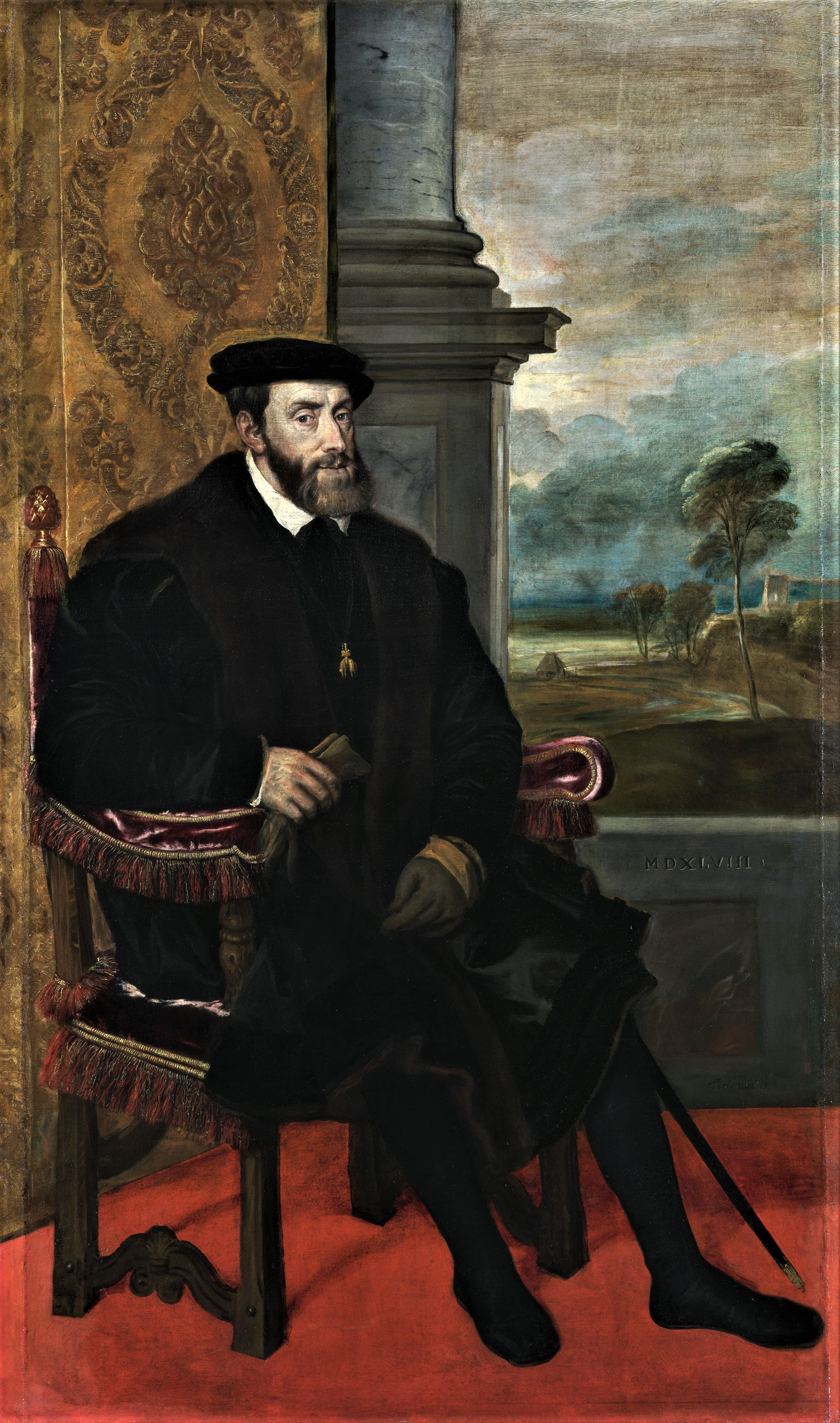
Tizian, Kejsar Karl V (1548), Alte Pinakothek.
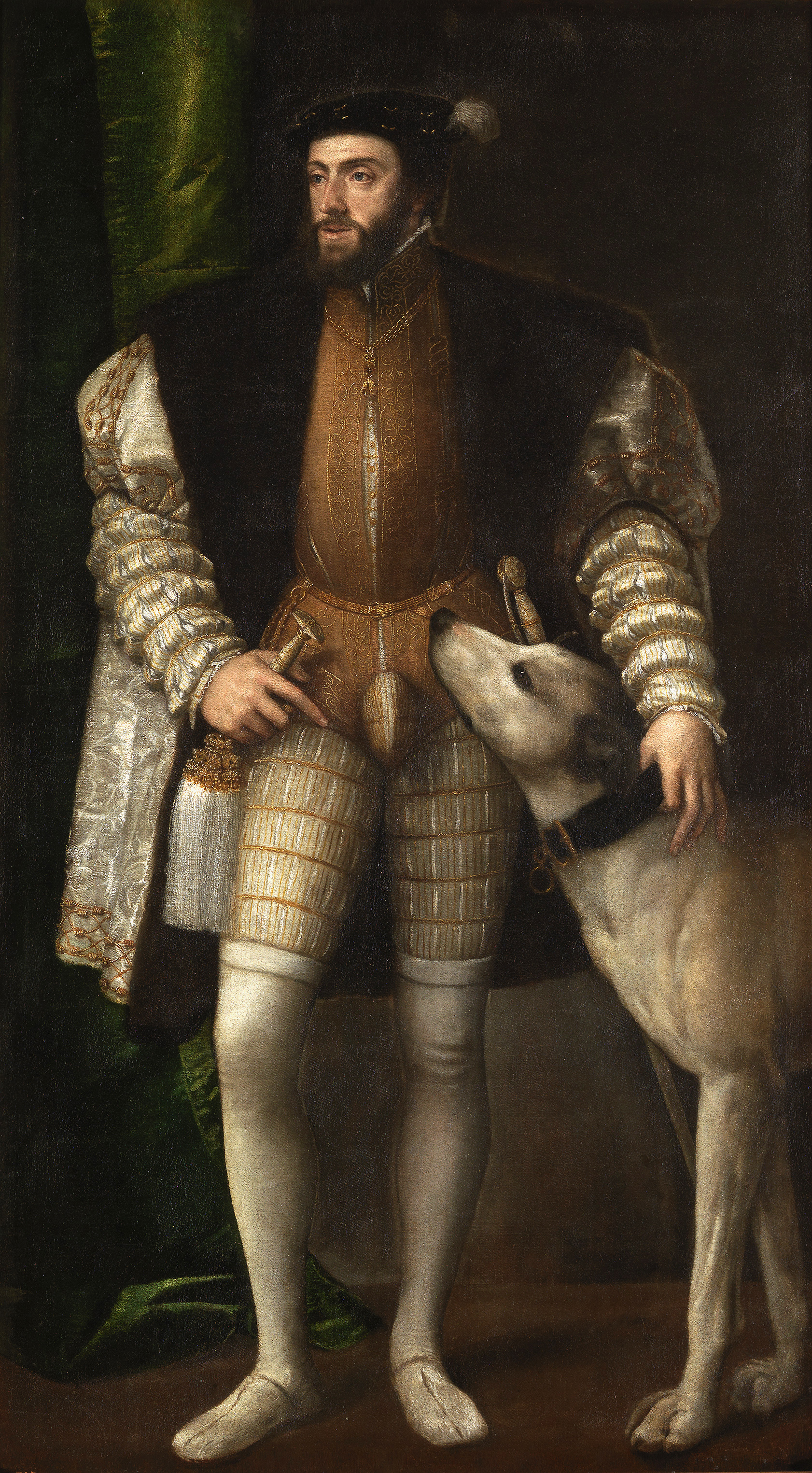
Tizian (efter Jakob Seiseneggers original), Kejsar Karl V med hund (1551), Pradomuseet.
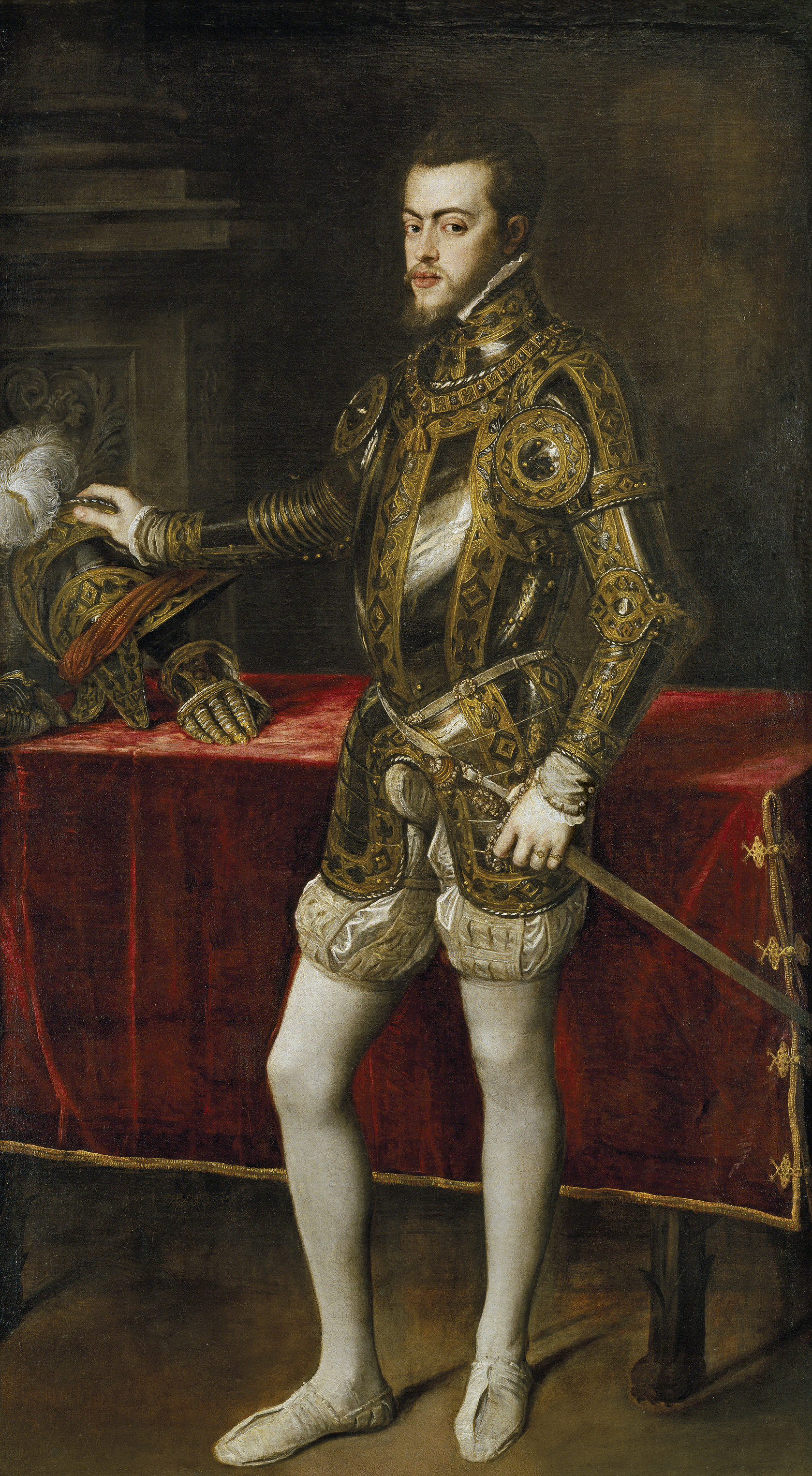
Tizian, Filip II (1551), Pradomuseet.